# Dollars Corner
Dollars Corner az Amerikai Egyesült Államok északnyugati részén, Washington állam Clark megyéjében elhelyezkedő statisztikai település. A 2010. évi népszámlálási adatok alapján 1108 lakosa van.
A település első lakói Mr. és Mrs. S. L. Dollar, akik 1917-ben 150 dollár és két tehén ellenében farmot vásároltak.
2012-ben a Washington State Route 502 nyomvonalkorrekciója során az út mentén az O’Brady’s Drive-In kivételével minden épületet lebontottak.

## Népesség
A település népességének változása:
| Lakosok száma | 1039 | 1108 | 1246 |
|               | 2000 | 2010 | 2020 |

## Fordítás
- Ez a szócikk részben vagy egészben  a   Dollars Corner, Washington című angol Wikipédia-szócikk ezen változatának fordításán alapul.  Az eredeti cikk szerkesztőit annak laptörténete sorolja fel. Ez a jelzés csupán a megfogalmazás eredetét és a szerzői jogokat jelzi, nem szolgál a cikkben szereplő információk forrásmegjelöléseként.